# Sân bay Kampot
Sân bay Kampot (IATA: KMT) là một sân bay công cộng cách thị xã Kampot, tỉnh Kampot, Campuchia 23 kilômét (14 mi) về phía tây bắc.